# Daughtry
Daughtry ist eine US-amerikanische Rockband, die 2006 gegründet wurde.

## Geschichte
Ihr Frontmann Chris Daughtry wurde mit vier anderen Musikern zusammen als Band 2006 von RCA unter Vertrag genommen, nachdem er zuvor im Mai des Jahres bei der fünften Staffel der US-Casting-Show American Idol als Viertplatzierter ausgeschieden war. Die Band besteht aber bereits seit längerem und wurde auch in ihrer Zusammensetzung nicht verändert.
Für das Debütalbum wurden zudem einige bekannte Musikgrößen wie Brad Arnold von 3 Doors Down, Rob Thomas von Matchbox Twenty, Chad Kroeger von Nickelback, Slash von Guns N’ Roses sowie Profisongschreiber Max Martin und Dr. Luke gewonnen.
Das Debütalbum mit gleichnamigem Titel wurde am 21. November 2006 veröffentlicht und legte einen sehr guten Verkaufsstart hin. Es stieg auf Rang zwei in die US-Albumcharts ein. Nach fünf Wochen bekam die Platte Platin für eine Million verkaufte Exemplare und erreichte Ende Januar 2007 noch Platz eins der Billboard Top 200.
Die Debütsingle It’s Not Over erreichte ebenfalls im Januar 2007 die Top 10 der Singlecharts. Des Weiteren wurde der Song als Einspielmusik der Wintersportübertragungen der ARD verwendet.
Das zweite Album Leave This Town erschien am 14. Juli 2009. Mit ihm konnten Daughtry an die Erfolge des ersten Albums anknüpfen und erreichten erneut Platz 1 der Billboard Top 200. Im selben Jahr arbeitete die Band auch mit Timbaland für den Song Long Way Down auf dessen Album Shock Value II zusammen.
Anfang 2010 begleiteten sie Nickelback als Vorgruppe auch durch Deutschland, Luxemburg und die Schweiz. Im Oktober 2010 gaben Daughtry erneut Konzerte in Deutschland. Nach zwei Jahren Pause erschien am 18. November 2011 das Album Break the Spell. Im Herbst 2012 begleiteten sie Nickelback wieder als Vorband auf deren Here & Now-Tour.

## Diskografie

### Studioalben
| Jahr | Titel Musiklabel            | Höchstplatzierung, Gesamtwochen, AuszeichnungChartplatzierungen (Jahr, Titel, Musiklabel, Platzierungen, Wochen, Auszeichnungen, Anmerkungen) | Höchstplatzierung, Gesamtwochen, AuszeichnungChartplatzierungen (Jahr, Titel, Musiklabel, Platzierungen, Wochen, Auszeichnungen, Anmerkungen) | Höchstplatzierung, Gesamtwochen, AuszeichnungChartplatzierungen (Jahr, Titel, Musiklabel, Platzierungen, Wochen, Auszeichnungen, Anmerkungen) | Höchstplatzierung, Gesamtwochen, AuszeichnungChartplatzierungen (Jahr, Titel, Musiklabel, Platzierungen, Wochen, Auszeichnungen, Anmerkungen) | Höchstplatzierung, Gesamtwochen, AuszeichnungChartplatzierungen (Jahr, Titel, Musiklabel, Platzierungen, Wochen, Auszeichnungen, Anmerkungen) | Anmerkungen                                                   |
| Jahr | Titel Musiklabel            | DE | AT | CH | UK | US | Anmerkungen                                                   |
| ---- | --------------------------- | --- | --- | --- | --- | --- | ------------------------------------------------------------- |
| 2006 | Daughtry RCA Records        | DE40 (7 Wo.)DE | — | CH35 (3 Wo.)CH | UK13 Gold · (4 Wo.)UK | US1 ×4Vierfachplatin · (176 Wo.)US | Erstveröffentlichung: 21. November 2006 Verkäufe: + 4.250.000 |
| 2009 | Leave This Town RCA Records | DE12 (8 Wo.)DE | AT18 (7 Wo.)AT | CH18 (10 Wo.)CH | UK53 Silber · (1 Wo.)UK | US1 Platin · (77 Wo.)US | Erstveröffentlichung: 14. Juli 2009 Verkäufe: + 1.140.000     |
| 2011 | Break the Spell RCA Records | DE27 (1 Wo.)DE | AT39 (1 Wo.)AT | CH19 (2 Wo.)CH | UK67 (1 Wo.)UK | US8 Gold · (27 Wo.)US | Erstveröffentlichung: 21. November 2011 Verkäufe: + 540.000   |
| 2013 | Baptized RCA Records        | DE43 (1 Wo.)DE | AT39 (1 Wo.)AT | CH24 (2 Wo.)CH | UK42 (1 Wo.)UK | US6 (21 Wo.)US | Erstveröffentlichung: 19. November 2013                       |
| 2018 | Cage to Rattle RCA Records  | DE37 (1 Wo.)DE | AT37 (1 Wo.)AT | CH8 (2 Wo.)CH | UK14 (1 Wo.)UK | US10 (2 Wo.)US | Erstveröffentlichung: 27. Juli 2018                           |
| 2021 | Dearly Beloved Dogtree      | — | — | CH49 (1 Wo.)CH | — | US50 (1 Wo.)US | Erstveröffentlichung: 17. September 2021                      |

### Kompilationen
| Jahr | Titel Musiklabel                           | Höchstplatzierung, Gesamtwochen, AuszeichnungChartsChartplatzierungen (Jahr, Titel, Musiklabel, Platzierungen, Wochen, Auszeichnungen, Anmerkungen) | Anmerkungen                            |
| Jahr | Titel Musiklabel                           | US | Anmerkungen                            |
| ---- | ------------------------------------------ | --- | -------------------------------------- |
| 2016 | It’s Not Over… The Hits So Far RCA Records | US43 (5 Wo.)US | Erstveröffentlichung: 12. Februar 2016 |

### EPs
| Jahr | Titel Musiklabel                         | Höchstplatzierung, Gesamtwochen, AuszeichnungChartsChartplatzierungen (Jahr, Titel, Musiklabel, Platzierungen, Wochen, Auszeichnungen, Anmerkungen) | Anmerkungen                         |
| Jahr | Titel Musiklabel                         | US | Anmerkungen                         |
| ---- | ---------------------------------------- | --- | ----------------------------------- |
| 2010 | Leave This Town: The B-Sides RCA Records | US70 (1 Wo.)US | Erstveröffentlichung: 15. März 2010 |

### Singles
| Jahr | Titel                                | Höchstplatzierung, Gesamtwochen, AuszeichnungChartplatzierungen (Jahr, Titel, Platzierungen, Wochen, Auszeichnungen, Anmerkungen) | Höchstplatzierung, Gesamtwochen, AuszeichnungChartplatzierungen (Jahr, Titel, Platzierungen, Wochen, Auszeichnungen, Anmerkungen) | Höchstplatzierung, Gesamtwochen, AuszeichnungChartplatzierungen (Jahr, Titel, Platzierungen, Wochen, Auszeichnungen, Anmerkungen) | Höchstplatzierung, Gesamtwochen, AuszeichnungChartplatzierungen (Jahr, Titel, Platzierungen, Wochen, Auszeichnungen, Anmerkungen) | Höchstplatzierung, Gesamtwochen, AuszeichnungChartplatzierungen (Jahr, Titel, Platzierungen, Wochen, Auszeichnungen, Anmerkungen) | Anmerkungen                                                    |
| Jahr | Titel                                | DE | AT | CH | UK | US | Anmerkungen                                                    |
| --- | ------------------------------------ | --- | --- | --- | --- | --- | -------------------------------------------------------------- |
| 2006 | Wanted Dead or Alive –               | — | — | — | — | US43 (3 Wo.)US | Erstveröffentlichung: 2006 nur Chris Daughtry                  |
| 2006 | It’s Not Over Daughtry               | DE38 (9 Wo.)DE | AT65 (3 Wo.)AT | CH77 (4 Wo.)CH | — | US4 ×2Doppelplatin + Gold (Mastertone) · (29 Wo.)US                                                                               | Erstveröffentlichung: 21. November 2006 Verkäufe: + 2.525.000  |
| 2007 | Home Daughtry                        | — | — | — | — | US5 ×3Dreifachplatin + Gold (Mastertone) · (37 Wo.)US                                                                             | Erstveröffentlichung: 10. April 2007 Verkäufe: + 3.500.000     |
| 2007 | Over You Daughtry                    | DE57 (9 Wo.)DE | AT31 (18 Wo.)AT | — | — | US18 ×2Doppelplatin · (25 Wo.)US                                                                                                  | Erstveröffentlichung: 24. Juli 2007 Verkäufe: + 2.005.000      |
| 2008 | Feels Like Tonight Daughtry          | DE67 (9 Wo.)DE | AT72 (1 Wo.)AT | — | — | US24 Platin · (20 Wo.)US | Erstveröffentlichung: 8. Januar 2008 Verkäufe: + 1.000.000     |
| 2008 | What About Now Daughtry              | — | — | — | UK11 (9 Wo.)UK | US18 (20 Wo.)US | Erstveröffentlichung: 1. Juli 2008                             |
| 2009 | No Surprise Leave This Town          | DE62 (8 Wo.)DE | AT45 (9 Wo.)AT | — | — | US15 Gold · (24 Wo.)US | Erstveröffentlichung: 5. Mai 2009 Verkäufe: + 505.000          |
| 2009 | Life After You Leave This Town       | — | — | — | — | US36 Gold · (20 Wo.)US | Erstveröffentlichung: 10. November 2009 Verkäufe: + 500.000    |
| 2010 | September Leave This Town            | — | — | — | — | US36 Gold · (20 Wo.)US | Erstveröffentlichung: 1. Juni 2010 Verkäufe: + 500.000         |
| 2011 | Crawling Back to You Break the Spell | — | — | — | — | US41 Platin · (10 Wo.)US | Erstveröffentlichung: 4. Oktober 2011 Verkäufe: + 1.000.000    |
| 2013 | Waiting for Superman Baptized        | — | — | — | UK80 (1 Wo.)UK | US66 Platin · (17 Wo.)US | Erstveröffentlichung: 17. September 2013 Verkäufe: + 1.000.000 |
| Folgende Lieder erschienen nicht als Single, wurden aber durch das Album zum Download und Streaming bereitgestellt und konnten somit eine Platzierung erlangen: |                                      | | | | | |                                                                |
| |                                      | | | | | |                                                                |
| 2009 | You Don’t Belong Leave This Town     | — | — | — | — | US95 (1 Wo.)US | Charteinstieg: 1. August 2009                                  |

Weitere Singles
- 2007: What I Want (feat. Slash)
- 2007: Crashed
- 2009: Long Way Down (feat. Timbaland)
- 2011: Renegade
- 2012: Outta My Head
- 2012: Rescue Me
- 2012: Start of Something Good
- 2014: Battleships
- 2016: Torches
- 2018: Deep End
- 2019: As You Are
- 2019: Alive
- 2020: World on Fire
- 2021: Heavy Is the Crown
- 2021: Changes Are Coming
- 2023: Separate Ways (Worlds Apart) (feat. Lzzy Hale)
- 2023: Artificial

### Promo-Singles
- 2012: Rescue Me
- 2013: Long Live Rock & Roll
- 2014: Utopia
- 2015: Witness (Stripped)
- 2018: Backbone
- 2018: White Flag
- 2018: Death of Me

## Auszeichnungen für Musikverkäufe
| Goldene Schallplatte - Australien - 2007: für das Album Daughtry - Kanada - 2008: für die Single Over You - 2009: für die Single No Surprise - 2011: für das Album Break the Spell - Neuseeland - 2016: für die Single It’s Not Over | Platin-Schallplatte - Kanada - 2008: für die Single It’s Not Over - 2009: für das Album Leave This Town - Neuseeland - 2019: für das Album Daughtry 2× Platin-Schallplatte - Kanada - 2008: für das Album Daughtry |

Anmerkung: Auszeichnungen in Ländern aus den Charttabellen bzw. Chartboxen sind in ebendiesen zu finden.
| Land/RegionAuszeichnungen für Musikverkäufe (Land/Region, Auszeichnungen, Verkäufe, Quellen) | Silber  | Gold       | Platin       | Verkäufe   | Quellen              |
| -------------------------------------------------------------------------------------------- | ------- | ---------- | ------------ | ---------- | -------------------- |
| Australien (ARIA)                                                                            | —       | Gold1      | —            | 35.000     | aria.com.au          |
| Kanada (MC)                                                                                  | —       | 3× Gold3   | 4× Platin4   | 480.000    | musiccanada.com      |
| Neuseeland (RMNZ)                                                                            | —       | Gold1      | Platin1      | 30.000     | radioscope.co.nz NZ2 |
| Vereinigte Staaten (RIAA)                                                                    | —       | 6× Gold6   | 15× Platin15 | 18.000.000 | riaa.com             |
| Vereinigtes Königreich (BPI)                                                                 | Silber1 | Gold1      | —            | 160.000    | bpi.co.uk            |
| Insgesamt                                                                                    | Silber1 | 12× Gold12 | 20× Platin20 |            |                      |